# Edward Miner Gallaudet
Edward Miner Gallaudet, född 5 februari 1837 i Hartford, död 26 september 1917, var en amerikansk dövstumspedagog.
Gallaudet införde efter studier i ett flertal europeiska länder talundervisning vid de amerikanska dövstumskolorna. Han förordade dock även användning av handalfabet och åtbörder och grundlade därigenom den så kallade blandade metoden. Efter Gallaudets bemödanden upprättades 1882 i Washington, D.C. ett dövstumgymnasium, från 1894 kallat Gallaudet College.